# ميليت (مغنية)
ميليت هي مغنية يابانية متعاقدة مع شركة سوني للترفيه الموسيقي اليابانية. في 8 أغسطس 2021 قامت بالغناء في الحفل الختاني في أولمبياد 2020.